# Franz Klammer
Franz Klammer (født 3. december 1953 i Mooswald, Østrig) er en pensioneret østrigsk alpin skiløber, og olympisk mester i styrtløb ved OL i 1976 på hjemmebane i Innsbruck. Hans i alt 25 vundne World-Cup styrtløb gør ham til en af historiens mest succesfulde løbere i denne disciplin.

## Resultater
Klammer vandt som storfavorit guld i styrtløb på hjemmebane i Innsbruck ved OL i 1976. Han blev ved VM i 1974 desuden verdensmester i kombineret, og sølv i styrtløb. Gennem hele karrieren vandt han i alt 26 World Cup-løb, heraf de 25 i styrtløb, og fem gange vandt han den samlede World Cup-titel i styrtløb.